# Libera subcavernula
Libera subcavernula је пуж из реда Stylommatophora и фамилије Charopidae.

## Угроженост
Ова врста је наведена као изумрла, што значи да нису познати живи примерци.

## Распрострањење
Кукова острва су била једина позната природна станишта врсте.

## Станиште
Врста Libera subcavernula је имала станиште на копну.